# تورپه
تورپه (به ایتالیایی: Torpè) یک کومونه در ایتالیا است که در استان نیورو واقع شده‌است. تورپه ۹۲٫۲ کیلومتر مربع مساحت و ۲٬۷۵۷ نفر جمعیت دارد و ۲۴ متر بالاتر از سطح دریا واقع شده‌است.